# Панафидин, Игорь Алексеевич
Игорь Алексеевич Панафидин (15 мая 1933, Уланово, Московская область — 4 апреля 2012, Курган) — советский государственный и партийный деятель, заместитель председателя Курганского областного Совета народных депутатов, председатель Курганского областного комитета народного контроля (1980—1985), председатель комиссии партийного контроля при Курганском областном комитете КПСС (1988—1990).

## Биография
Игорь Алексеевич Панафидин родился 15 мая 1933 года в деревне Уланово Калязинского района Московской области, ныне деревня входит в Семендяевское сельское поселение Калязинского района Тверской области.
В 1948 году окончил Семендяевскую школу.
С 1950 года член ВЛКСМ.
В 1952 году окончил Калязинский машиностроительный техникум и прибыл в Курганскую область. В течение двух лет работал на Шадринском заводе полиграфических машин мастером, инженером-технологом, заместителем начальника литейного цеха.
С 1954 года находился на комсомольской работе — был вторым секретарём Шадринского горкома ВЛКСМ.
С 1955 года член КПСС.
С 1955 года первый секретарь Шадринского горкома ВЛКСМ.
В 1958—1959 гг. секретарь Курганского обкома ВЛКСМ.
В 1959—1963 гг. второй секретарь Курганского обкома ВЛКСМ.
С января 1963 года по декабрь 1964 года первый секретарь Курганского промышленного обкома ВЛКСМ.
В 1964—1965 гг. второй секретарь Октябрьского райкома КПСС г. Кургана.
С ноября 1965 года по апрель 1969 года первый секретарь Курганского обкома ВЛКСМ. Избирался в состав ЦК ВЛКСМ, был кандидатом в члены бюро обкома партии. Участвовал в XV (17—21 мая 1966) и XVI (26—30 мая 1970) съездах ВЛКСМ и VI Всемирном фестивале молодежи и студентов в г. Москве (28 июля — 11 августа 1957 года). 
В 1967 году окончил Курганский машиностроительный институт по специальности оборудование и технология сварочного производства.
В 1969 году избран первым секретарём Шадринского горкома КПСС.
В 1974—1978 гг. заведующий отделом организационно-партийной работы Курганского обкома КПСС.
В 1980 году с отличием окончил Академию общественных наук при ЦК КПСС.
В 1980—1985 гг. работал председателем Курганского областного комитета народного контроля.
В 1985—1988 гг. работал первым заместителем председателя исполкома Курганского областного Совета народных депутатов.
В 1988—1990 гг. работал председателем комиссии партийного контроля при Курганском обкоме КПСС.
C 1990 года по 9 октября 1993 года. работал заместителем председателя Курганского областного Совета народных депутатов (избран по избирательному округу № 148). В октябре 1991 — феврале 1992 гг. исполнял обязанности председателя Курганского областного Совета народных депутатов.
После выхода на заслуженный отдых продолжал трудиться помощником двух членов Совета Федерации Федерального Собрания РФ — О. А. Богомолова и О. Е. Пантелеева (с апреля 1994 года по 2006 год).
Игорь Алексеевич Панафидин скончался 4 апреля 2012 года. Похоронен на кладбище села Кетово Кетовского сельсовета Кетовского района Курганской области, ныне село — административный центр Кетовского муниципального округа той же области.

## Награды и звания
- Орден Трудового Красного Знамени
- Орден «Знак Почёта», дважды
- Юбилейная медаль «За доблестный труд. В ознаменование 100-летия со дня рождения Владимира Ильича Ленина»
- Медаль «За освоение целинных земель»
- Нагрудный знак ЦК ВЛКСМ «За активную работу в комсомоле»

## Семья
- отец Алексей Васильевич
- мать Елизавета Николаевна
- жена Нина Матвеевна
- дети:
  - дочь Ирина работает в банке
  - сын Сергей работает в аппарате Курганской областной Думы